# Bracia Collyer
Paul Edward Collyer (ur. 1 kwietnia 1967) oraz Oliver Charles Collyer (ur. 10 lutego 1972) – projektanci i programiści gier komputerowych, twórcy serii Championship Manager oraz założyciele spółki Sports Interactive, która po sporze z Eidos od roku 2004 wydaje następne części gry pod nazwą Football Manager.
W 2010 roku za wkład w przemysł gier komputerowych bracia Collyer otrzymali odznaczenie kawalerów Orderu Imperium Brytyjskiego.